# Franco Boló
Franco Emmanuel Boló (Argentina, 4 de febrero de 1994) es un futbolista argentino con doble ciudadanía italiana. Juega como volante ofensivo o extremo. Su equipo actual es Cynthialbalonga de la Serie D de Italia.

## Trayectoria
En su país realizó el sector juvenil en Newell’s Old Boys.
Profesionalmente jugó en el club Douglas Haig. En agosto de 2017 llegó a la Primera División de Colombia al Atlético Huila. En 2018, deja el conjunto bambuquero para iniciar una travesía europea. Tras un corto paso por el Anzio de la Serie D de Italia, regresó a Colombia para defender los colores del Deportivo Pasto en 2019. Rescinde su contrato con el conjunto nariñense para reforzar el Cusco FC en enero de 2020 para la Liga 1 y la Copa Sudamericana.

## Clubes
| Club               | País      | Año         | PJ | Goles | Asist |
| ------------------ | --------- | ----------- | -- | ----- | ----- |
| Douglas Haig       | Argentina | 2015 - 2017 | 61 | 2     | 13    |
| Atlético Huila     | Colombia  | 2017-2018   | 18 | 4     | 3     |
| Anzio F. C.        | Italia    | 2019        | 9  | 1     | 4     |
| Deportivo Pasto    | Colombia  | 2019        | 16 | 2     | 4     |
| Cusco FC           | Perú      | 2020        | 16 | 1     | 3     |
| Castelnuovo Vomano | Italia    | 2021        | 4  | -     | 2     |
| Cynthialbalonga    | Italia    | 2022        | 19 | 2     | 2     |